# Sidemia contecta
Sidemia contecta är en fjärilsart som beskrevs av Ludwig Carl Friedrich Graeser 1892. Sidemia contecta ingår i släktet Sidemia och familjen nattflyn. Inga underarter finns listade i Catalogue of Life.